# Juan Carlos Arce (football)
Pour les articles homonymes, voir Juan Carlos Arce et Arce.
Juan Carlos Arce Justiniano, né le 10 avril 1985, est un footballeur international bolivien. Il joue actuellement pour l'Always Ready, en première division bolivienne.

## Carrière
Juan Carlos Arce commence sa carrière avec l'Académie Tahuichi, la plus connue des académies de jeunes en Bolivie. En 2003, il s'engage avec le club de première division d'Oriente Petrolero. Il est prêté au club brésilien de Portuguesa mais revient très rapidement à Oriente Petrolero pour y disputer la saison 2006. En janvier 2007, il est à nouveau prêté au club brésilien des Corinthians. Malgré une bonne saison avec la Timão, Arce ne peut empêcher la relégation du club en deuxième division, et avec le changement d'entraîneur, il est écarté de l'équipe première. Son bilan avec les Corinthians est de 18 rencontres pour deux buts inscrits, plus deux réalisations en Coupe du Brésil.
Il part ensuite pour le Qatar, où il joue pour Al-Arabi jusqu'en 2008. Il rejoint ensuite le club sud-coréen de Seongnam Ilhwa Chunma mais n'y reste que quelques semaines. En janvier 2009, il rentre au pays pour porter à nouveau les couleurs d'Oriente Petrolero. En juillet, il part pour un prêt de six mois avec option à Sport Club do Recife au Brésil. Il quitte à nouveau l'Amérique du Sud pour s'engager avec le club russe du Terek Grozny où il ne reste qu'une seule saison avant de revenir à Oriente Petrolero. En 2012, il signe dans un autre club bolivien, Club Bolívar.
Arce débute en équipe nationale en 2004. Porteur du numéro 17, il fait partie du groupe bolivien engagé lors des Copa América 2004, 2007 et 2011. Il inscrit un but face à la Venezuela lors de l'édition 2007. Il compte 40 sélections pour 5 buts inscrits.

## Statistiques

### En sélection nationale
| Saison                | Sélection             | Phases finales          | Phases finales | Phases finales | Phases finales | Éliminatoires CDM | Éliminatoires CDM | Éliminatoires CDM | Matchs amicaux | Matchs amicaux | Matchs amicaux | Total | Total | Total |
| Saison                | Sélection             | Compétition             | M              | B              | Pd             | M                 | B                 | Pd                | M              | B              | Pd             | M     | B     | Pd    |
| --------------------- | --------------------- | ----------------------- | -------------- | -------------- | -------------- | ----------------- | ----------------- | ----------------- | -------------- | -------------- | -------------- | ----- | ----- | ----- |
| 2003-2004             | Bolivie               | Copa América 2004       | 2              | 0              | 0              | -                 | -                 | -                 | -              | -              | -              | 2     | 0     | 0     |
| 2004-2005             | Bolivie               | -                       | -              | -              | -              | 3                 | 0                 | 0                 | 1              | 0              | 0              | 4     | 0     | 0     |
| 2005-2006             | Bolivie               | -                       | -              | -              | -              | 1                 | 0                 | 0                 | -              | -              | -              | 1     | 0     | 0     |
| 2006-2007             | Bolivie               | Copa América 2007       | 3              | 1              | 0              | -                 | -                 | -                 | 3              | 1              | 0              | 6     | 2     | 0     |
| 2007-2008             | Bolivie               | -                       | -              | -              | -              | 4                 | 1                 | 0                 | 1              | 0              | 0              | 5     | 1     | 0     |
| 2009-2010             | Bolivie               | -                       | -              | -              | -              | 1                 | 0                 | 1                 | -              | -              | -              | 1     | 0     | 1     |
| 2010-2011             | Bolivie               | Copa América 2011       | 3              | 0              | 0              | -                 | -                 | -                 | -              | -              | -              | 3     | 0     | 0     |
| 2011-2012             | Bolivie               | -                       | -              | -              | -              | 3                 | 0                 | 0                 | 3              | 1              | 0              | 6     | 1     | 0     |
| 2012-2013             | Bolivie               | -                       | -              | -              | -              | 5                 | 0                 | 0                 | 2              | 0              | 0              | 7     | 0     | 0     |
| 2013-2014             | Bolivie               | -                       | -              | -              | -              | 3                 | 0                 | 0                 | 3              | 0              | 0              | 6     | 0     | 0     |
| 2014-2015             | Bolivie               | Copa América 2015       | -              | -              | -              | -                 | -                 | -                 | 2              | 1              | 0              | 2     | 1     | 0     |
| 2015-2016             | Bolivie               | Copa América Centenario | 3              | 1              | 0              | 4                 | 2                 | 0                 | 1              | 0              | 0              | 8     | 3     | 0     |
| 2016-2017             | Bolivie               | -                       | -              | -              | -              | 7                 | 1                 | 0                 | 1              | 0              | 0              | 8     | 1     | 0     |
| 2017-2018             | Bolivie               | -                       | -              | -              | -              | 3                 | 1                 | 0                 | 4              | 0              | 0              | 7     | 1     | 0     |
| 2019-2020             | Bolivie               | -                       | -              | -              | -              | -                 | -                 | -                 | 3              | 0              | 1              | 3     | 0     | 1     |
| 2020-2021             | Bolivie               | Copa América 2021       | 2              | 0              | 0              | 4                 | 1                 | 2                 | 2              | 0              | 1              | 8     | 1     | 3     |
| 2021-2022             | Bolivie               | -                       | -              | -              | -              | 8                 | 2                 | 4                 | 2              | 1              | 1              | 10    | 3     | 5     |
| Total sur la carrière | Total sur la carrière | Total sur la carrière   | 13             | 2              | 0              | 46                | 8                 | 7                 | 28             | 4              | 3              | 87    | 14    | 10    |

### Buts internationaux
| 0   | Date             | Lieu                                                            | Compétition                                | Résultat | Adversaire        | Détail | Détail | Sél. |
| --- | ---------------- | --------------------------------------------------------------- | ------------------------------------------ | -------- | ----------------- | ------ | ------ | ---- |
| 1er | 15 novembre 2006 | Estadio Hernando Siles, La Paz, Bolivie                         | Match amical                               | V 5-1    | Salvador          | 33e    | 2-0    | 8e   |
| 2e  | 26 juin 2007     | Estadio Polideportivo de Pueblo Nuevo, San Cristóbal, Venezuela | Premier tour de la Copa América 2007       | N 2-2    | Venezuela         | 84e    | 2-2    | 11e  |
| 3e  | 21 novembre 2007 | Estadio Polideportivo de Pueblo Nuevo, San Cristóbal, Venezuela | Éliminatoires Coupe du monde 2010          | P 5-3    | Venezuela         | 27e    | 1-2    | 17e  |
| 4e  | 10 août 2011     | Stade Ramón Tahuichi Aguilera, Santa Cruz de la Sierra, Bolivie | Match amical                               | P 1-3    | Panama            | 6e     | 1-0    | 23e  |
| 5e  | 18 novembre 2014 | Estadio Hernando Siles, La Paz, Bolivie                         | Match amical                               | V 3-2    | Venezuela         | 87e    | 3-2    | 43e  |
| 6e  | 12 novembre 2015 | Estadio Hernando Siles, La Paz, Bolivie                         | Éliminatoires Coupe du monde 2018          | V 4-2    | Venezuela         | 23e    | 2-0    | 45e  |
| 7e  | 24 mars 2016     | Estadio Hernando Siles, La Paz, Bolivie                         | Éliminatoires Coupe du monde 2018          | P 2-3    | Colombie          | 49e    | 1-2    | 47e  |
| 8e  | 7 juin 2016      | Camping World Stadium, Orlando, États-Unis                      | Premier tour de la Copa América Centenario | P 2-1    | Panama            | 54e    | 1-1    | 49e  |
| 9e  | 28 mars 2017     | Estadio Hernando Siles, La Paz, Bolivie                         | Éliminatoires Coupe du monde 2018          | V 2-0    | Argentine         | 31e    | 1-0    | 58e  |
| 10e | 5 septembre 2017 | Estadio Hernando Siles, La Paz, Bolivie                         | Éliminatoires Coupe du monde 2018          | V 1-0    | Chili             | 59e    | 1-0    | 60e  |
| 11e | 12 novembre 2020 | Estadio Hernando Siles, La Paz, Bolivie                         | Éliminatoires Coupe du monde 2022          | P 2-3    | Équateur          | 37e    | 1-0    | 70e  |
| 12e | 16 novembre 2021 | Estadio Hernando Siles, La Paz, Bolivie                         | Éliminatoires Coupe du monde 2022          | V 3-0    | Uruguay           | 30e    | 1-0    | 84e  |
| 13e | 16 novembre 2021 | Estadio Hernando Siles, La Paz, Bolivie                         | Éliminatoires Coupe du monde 2022          | V 3-0    | Uruguay           | 79e    | 3-0    | 84e  |
| 14e | 21 janvier 2022  | Stade olympique Patria, Sucre, Bolivie                          | Match amical                               | V 5-0    | Trinité-et-Tobago | 35e    | 1-0    | 85e  |

## Palmarès
- Vainqueur de la Copa Aerosur en 2005
- Vainqueur en Tournoi de clôture du championnat de Bolivie 2013